# ولینژی
ولینژی (به انگلیسی: Vellinezhi) یک روستا در هند است که در کرالا واقع شده‌است.